# Temptress Moon
Pour plus de détails, voir Fiche technique et Distribution.
Temptress Moon (風月, Fēng yuè) est un film chinois réalisé par Chen Kaige, sorti en 1996.

## Synopsis
Dans la Chine des années 1920, le clan Pang règne sur le trafic de drogue. À cause de la subite incapacité de son frère, Ruyi prend en main les affaires du clan avec l'aide de son cousin Duanwu. Un chef de triade a Shanghai envoie Zhongliang séduire Ruyi.

## Fiche technique
- Titre : Temptress Moon
- Titre original : 風月, Fēng yuè
- Réalisation : Chen Kaige
- Photographie : Christopher Doyle
- Pays d'origine : Chine
- Format : Couleurs - 1,85:1 - Dolby - 35 mm
- Genre : Drame
- Durée : 130 minutes
- Date de sortie : 1996

## Distribution
- Gong Li : Pang Ruyi
- Leslie Cheung : Yu Zhongliang
- Kevin Lin : Pang Duanwu
- He Caifei : Yu Xiuyi (Zhongliang's Sister)
- Chang Shih : Li Niangjiu
- Lin Liankun : Pang An
- Ge Xiangting : Elder Qi
- Yin Tse : chef
- David Wu : Jingyun
- Zhou Jie : The Woman of Zephyr Lane
- Zhou Yemang : Pang Zhengda

## Article annexe
- Psychotrope au cinéma et à la télévision